# ملعب يو إس بانك
ملعب يو إس بانك (U.S. Bank Stadium) هو ملعب مغلق في وسط مدينة منيابولس بولاية مينيسوتا الأمريكية. بُني الملعب في الموقع السابق لملعب هيربيرت همفري ميترودوم، واُفتُتح في عام 2016 ويستضيف مباريات فريق مينيسوتا فايكنغز لكرة القدم الأمريكية (NFL). كما يستضيف مباريات كرة القاعدة المبكرة لفريق مينيسوتا غولدن غوفرز الجامعي.
لعب الفايكنج في الميترودوم من عام 1982 حتى إغلاقه في عام 2013؛ وأثناء البناء، لعب الفايكنج موسمين (2014 ، 2015) في ملعب ملعب هنتنغتون بنك المفتوح في حرم جامعة مينيسوتا. وقد كان أول ملعب للفريق هو ملعب متروبوليتان في بلومنغتون (1961-1981)، وهو الآن موقع لمول أمريكا.